# Torteval-Quesnay
Torteval-Quesnay é uma ex-comuna francesa na região administrativa da Normandia, no departamento de Calvados. Estendeu-se por uma área de 16,65 km². Em 2010 a comuna tinha 349 habitantes (densidade: 21 hab./km²).
Em 1 de janeiro de 2017 foi fundida com as comunas de Anctoville, Longraye e Saint-Germain-d'Ectot para a criação da nova comuna de Aurseulles.